# 西铁匠胡同
39°54′20″N 116°21′38″E / 39.9055668°N 116.3605345°E
西铁匠胡同，是位于中國北京市西城区中部的一条胡同，现已拓宽为道路。

## 简介
西铁匠胡同为东西走向，东起闹市口大街，西至复兴门南大街。西铁匠胡同过去西到东嘉祥里与笔管胡同的交汇处，与宗帽四条相接，东到闹市口中街，与文昌胡同相接。清朝起初称“安德公街”，后来改称“西铁匠胡同”，因位于中铁匠胡同（今文昌胡同）之西而得名。1990年代，西铁匠胡同北侧陆续兴建远洋大厦、北京国际金融大厦，胡同也被拓宽为道路。1999年，闹市口大街开通，西铁匠胡同的东端向西缩至闹市口大街。21世纪初，西铁匠胡同将宗帽四条并入。
西铁匠胡同西段原为宗帽四条，东西走向，东起笔管胡同，西到复兴门南大街。全长180米，平均宽6米。明朝称“四条胡同”。因为在棕帽胡同以北，序列第四，故得名。清朝称“棕帽四条”，又称“宗帽四条”。